# Gibsoniothamnus stellatus
Gibsoniothamnus stellatus är en tvåhjärtbladig växtart som beskrevs av A. Gentry och K. Barringer. Gibsoniothamnus stellatus ingår i släktet Gibsoniothamnus och familjen Schlegeliaceae. Inga underarter finns listade i Catalogue of Life.